# Vasilij Ponomarjov
Vasilij Pavlovitj Ponomarjov (ryska: Василий Павлович Пономарёв), född 13 mars 2002, är en rysk professionell ishockeyforward som är kontrakterad till Carolina Hurricanes i National Hockey League (NHL) och spelar för Chicago Wolves i American Hockey League (AHL).
Han har tidigare spelat för HK Spartak Moskva i Kontinental Hockey League (KHL); Tucson Roadrunners i AHL; Chimik Voskresensk i Vyssjaja chokkejnaja liga (VHL); Cataractes de Shawinigan i Ligue de hockey junior majeur du Québec (LHJMQ) samt Krylja Sovetov och MHK Spartak Moskva i Molodjozjnaja chokkejnaja liga (MHL).
Ponomarjov draftades av Carolina Hurricanes i andra rundan i 2020 års draft som 53:e spelare totalt.

## Statistik
| 2018–2019    | Krylja Sovetov           | MHL          | 37 | 9  | 20 | 29 | 12 | —  | — | — | — | — |
| 2019–2020    | Cataractes de Shawinigan | LHJMQ        | 57 | 18 | 31 | 49 | 15 | —  | — | — | — | — |
| 2020–2021    | Cataractes de Shawinigan | LHJMQ        | 33 | 10 | 28 | 38 | 16 | 5  | 3 | 1 | 4 | 2 |
| 2021–2022    | HK Spartak Moskva        | KHL          | 14 | 1  | 1  | 2  | 0  | —  | — | — | — | — |
|              | Chimik Voskresensk       | VHL          | 21 | 7  | 6  | 13 | 8  | 6  | 1 | 1 | 2 | 2 |
|              | MHK Spartak Moskva       | MHL          | 4  | 2  | 7  | 9  | 4  | 3  | 1 | 2 | 3 | 0 |
|              | Chicago Wolves           | AHL          | 11 | 3  | 7  | 10 | 4  | 18 | 1 | 5 | 6 | 4 |
| 2022–2023    | Chicago Wolves           | AHL          | 64 | 24 | 22 | 46 | 32 | —  | — | — | — | — |
| 2023–2024    | Carolina Hurricanes      | NHL          | 1  | 1  | 1  | 2  | 0  | —  | — | — | — | — |
|              | Tucson Roadrunners       | AHL          | 2  | 0  | 0  | 0  | 0  | —  | — | — | — | — |
|              | Chicago Wolves           | AHL          | 28 | 9  | 14 | 23 | 31 | —  | — | — | — | — |
| NHL totalt   | NHL totalt               | NHL totalt   | 1  | 1  | 1  | 2  | 0  | —  | — | — | — | — |
| AHL totalt   | AHL totalt               | AHL totalt   | 97 | 33 | 43 | 76 | 46 | 18 | 1 | 5 | 6 | 4 |
| LHJMQ totalt | LHJMQ totalt             | LHJMQ totalt | 90 | 28 | 59 | 87 | 31 | 5  | 3 | 1 | 4 | 2 |
| MHL totalt   | MHL totalt               | MHL totalt   | 41 | 11 | 27 | 38 | 16 | 3  | 1 | 2 | 3 | 0 |

### Internationellt
| Källa: Uppdaterad: 2024-01-06 | Källa: Uppdaterad: 2024-01-06 | Källa: Uppdaterad: 2024-01-06 |         | Utv = Utvisningsminuter | Utv = Utvisningsminuter | Utv = Utvisningsminuter | Utv = Utvisningsminuter | Utv = Utvisningsminuter |
| År                            | Lag                           | Mästerskap                    | Matcher | Mål                     | Assists                 | Poäng                   | Utv                     |                         |
| ----------------------------- | ----------------------------- | ----------------------------- | ------- | ----------------------- | ----------------------- | ----------------------- | ----------------------- | ----------------------- |
| 2019                          | Ryssland                      | Hlinka Gretzky                | 5       | 2                       | 3                       | 5                       | 2                       |                         |
| 2021                          | Ryssland                      | JVM                           | 7       | 3                       | 0                       | 3                       | 0                       |                         |
| Junior totalt                 | Junior totalt                 | Junior totalt                 | 12      | 5                       | 3                       | 8                       | 2                       |                         |